# Syagrus
Syagrus é um gênero botânico neotropical de palmeiras pertencente à família Arecaceae. Muitas espécies desse gênero produzem frutos (coquinhos) comestíveis. Todas são monóicas.
Nativo da América do Sul, o gênero tem oito espécies na Lista Vermelha da IUCN de espécies ameaçadas de extinção, sendo sete delas brasileiras: 
- Syagrus botryophora (Mart.) Mart.: pati ou patioba
- Syagrus glaucescens Glaz. ex Becc.: palmeirinha-azul
- Syagrus macrocarpa Barb. Rodr.: maria-rosa
- Syagrus picrophylla Barb. Rodr.: coco-de-quarta ou coco-de-quaresma
- Syagrus pseudococos (Raddi) Glassman: coco-amargoso
- Syagrus ruschiana (Bondar) Glassman: coco-da-pedra
- Syagrus smithii (H.E. Moore) Glassman: catolé
- Syagrus romanzoffiana

## Ecologia
O licuri (Syagrus coronata) é (ou foi) o alimento principal da arara-azul-de-lear (Anodorhynchus leari), espécie em perigo crítico.
As larvas da mariposa Hypercompe cunigunda alimentam-se exclusivamente do jerivá (Syagrus romanzoffiana).
Há ocorrências confirmadas em todas as regiões do Brasil.

## Taxonomia
Dentro do gênero existe o complexo de espécies Syagrus glaucescens, que engloba diversas espécies semelhantes, que podem ser difenciadas pelo seu tamanho e outros critérios.

### Espécies
O gênero Syagrus possuia 59 espécies reconhecidas até 2012. Em 2022, o número de espécies era de 79.
- Syagrus aristeae Sant’Anna-Santos, Carvalho & Soffiatt[2]
- Syagrus allagopteroides Noblick & Lorenzi
- Syagrus amara (Jacq.) Mart.
- Syagrus angustifolia Noblick & Lorenzi
- Syagrus botryophora (Mart.) Mart.
- Syagrus caerulescens Noblick & Lorenzi
- Syagrus campestris (Mart.) H.Wendl.
- Syagrus campos-portoana (Bondar) Glassman
- Syagrus campylospatha (Barb.Rodr.) Becc.
- Syagrus cardenasii Glassman
- Syagrus cearensis Noblick
- Syagrus cerqueirana Noblick & Lorenzi
- Syagrus cocoides Mart.
- Syagrus cogniauxiana (Barb. Rodr.) Becc.
- Syagrus comosa (Mart.) Mart.
- Syagrus coronata (Mart.) Becc.
- Syagrus costae Glassman
- Syagrus deflexa Noblick & Lorenzi
- Syagrus duartei Glassman
- Syagrus evansiana Noblick
- Syagrus flexuosa (Mart.) Becc.
- Syagrus glaucescens Glaz. ex Becc.
- Syagrus glazioviana (Dammer) Becc.
- Syagrus gouveiana Noblick & Lorenzi
- Syagrus graminifolia (Drude) Becc.
- Syagrus harleyi Glassman
- Syagrus inajai (Spruce) Becc.
- Syagrus itacambirana Noblick & Lorenzi
- Syagrus kellyana Noblick & Lorenzi
- Syagrus lilliputiana (Barb.Rodr.) Becc.
- Syagrus loefgrenii Glassman
- Syagrus longipedunculata Noblick & Lorenzi
- Syagrus lorenzoniorum Noblick & Lorenzi
- Syagrus macrocarpa Barb.Rodr.
- Syagrus matafome (Bondar) A.D.Hawkes
- Syagrus mendanhensis Glassman
- Syagrus microphylla Burret
- Syagrus minor Noblick & Lorenzi
- Syagrus oleracea (Mart.) Becc.
- Syagrus orinocensis (Spruce) Burret
- Syagrus petraea (Mart.) Becc.
- Syagrus picrophylla Barb.Rodr.
- Syagrus pleioclada Burret
- Syagrus pleiocladoides Noblick & Lorenzi
- Syagrus procumbens Noblick & Lorenzi
- Syagrus pseudococos (Raddi) Glassman
- Syagrus romanzoffiana (Cham.) Glassman
- Syagrus rupicola Noblick & Lorenzi
- Syagrus ruschiana (Bondar) Glassman
- Syagrus sancona (Kunth) H.Karst.
- Syagrus schizophylla (Mart.) Glassman
- Syagrus smithii (H.E.Moore) Glassman
- Syagrus stenopetala Burret
- Syagrus stratincola Wess.Boer
- Syagrus teixeiriana Glassman
- Syagrus tostana (Bondar) Glassman
- Syagrus vagans (Bondar) A.D.Hawkes
- Syagrus vermicularis Noblick
- Syagrus werdermannii Burret
- Syagrus yungasensis M.Moraes